# Hersilia albomaculata
Hersilia albomaculata är en spindelart som beskrevs av Wang och Yin 1985. Hersilia albomaculata ingår i släktet Hersilia och familjen Hersiliidae. Inga underarter finns listade i Catalogue of Life.